# XX Congrés del PCUS
El XX Congrés del PCUS es va celebrar entre el 14 i el 26 de febrer de 1956. Aquest Congrés va ser el primer que es va celebrar després de la mort de Stalin i es va transformar en el punt de partida de les primeres crítiques directes al mandat de l'antic Premier Soviètic.
Malgrat les divergències entre les diferents faccions que cohabitaven en el politburó, en la sessió de clausura de la nit del 25 de febrer el nou dirigent Nikita Khrusxov va realitzar el seu famós "Discurs Secret" en el qual va denunciar Stalin per haver violat les normes sobre lideratge col·lectiu, la repressió contra els Vells Bolxevics, la repressió contra els delegats del XVII Congrés per haver donat suport Serguei Kírov, el culte a la personalitat desenvolupat entorn de la seva persona i l'exageració del seu rol en la Gran Guerra Patriòtica, entre altres denúncies.
Aquest acte va provocar una gran commoció en la sessió (a la qual no es va permetre la presència dels convidats estrangers), i després d'un mes de deliberacions, es va decidir fer públic bona part del contingut als ciutadans de l'URSS, encara que solament amb la perestroika es va venir a conèixer el contingut complet del discurs. El principal resultat del XX Congrés va ser permetre que el monòlit soviètic comencés a viure el procés de desestalinització, pel qual diversos milers d'individus que poblaven els gulags, els centres de detenció i altres centres de repressió fossin alliberats, en el que es va conèixer com "el desglaç". Gràcies a aquest procés, personatges com Aleksandr Soljenitsin entre d'altres, van poder recuperar la seva llibertat. Un clar exemple d'aquest període és el llibre Un dia en la vida d'Ivan Denísovitx de Soljenitsin, en el qual es denuncia la repressió estalinista i les seves influències en la vida de milions d'habitants de la Unió Soviètica.